# Xuddur
Xuddur é uma cidade da Somália, capital da região de Bakool. Estima-se uma população em torno de 13.000 habitantes em 2007.
- Latitude: 04° 07' 00" Norte
- Longitude: 43° 53' 60" Leste
- Altitude: 490 metros